# Grand Trou Bleu
Pour les articles homonymes, voir Trou bleu et Blue Hole.
Le Grand Trou Bleu (en anglais : Great Blue Hole) est un cénote sous-marin situé au large de la côte du Belize, en Amérique centrale. 
Il fait partie du récif Lighthouse et il est protégé au sein de la barrière de corail du Belize.

## Localisation
Ce grand trou bleu est situé près du centre du récif Lighthouse, un petit atoll à 80 kilomètres du continent et de Belize City.

## Description

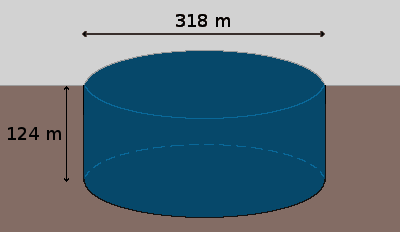
Schéma du Grand Trou Bleu.

Le trou est quasiment circulaire, d'un diamètre de plus de 300 mètres et d'une profondeur mesurée de 124 mètres.

## Formation
À l'origine de sa formation, pendant la dernière période glaciaire lorsque les niveaux de mer étaient beaucoup plus bas, c'était une grotte calcaire.
Lorsque le niveau de l'océan s'est élevé, les cavités souterraines ont été inondées, et le toit de cette grotte s'est effondré.

## Notoriété
Cet emplacement a été rendu célèbre par Jacques-Yves Cousteau, qui l'a déclaré comme l'un des dix principaux emplacements de plongée dans le monde.
En 1971, il y est venu avec son bateau, la Calypso, pour y dresser une carte de ses profondeurs.

## Tourisme
Le Grand Trou Bleu est un spot très populaire pour les plongeurs qui veulent observer la barrière de corail, nager au bord du trou ou bien descendre à l'intérieur. Les excursions sont organisées depuis les îles alentour et la côte du Belize. Il est aussi possible de survoler la barrière de corail et le trou bleu depuis des avions de tourisme au départ de Belize City ou Caye Caulker notamment. 
En 2012, Discovery Channel a placé le Grand Trou Bleu numéro 1 des « 10 endroits les plus incroyables sur Terre ».